# Sarbazan
Sarbazan – miejscowość i gmina we Francji, w regionie Nowa Akwitania, w departamencie Landy.
Według danych na rok 1990 gminę zamieszkiwało 940 osób, a gęstość zaludnienia wynosiła 42 osób/km² (wśród 2290 gmin Akwitanii Sarbazan plasuje się na 452. miejscu pod względem liczby ludności, natomiast pod względem powierzchni na miejscu 449.).